# 内梅特·卡罗伊

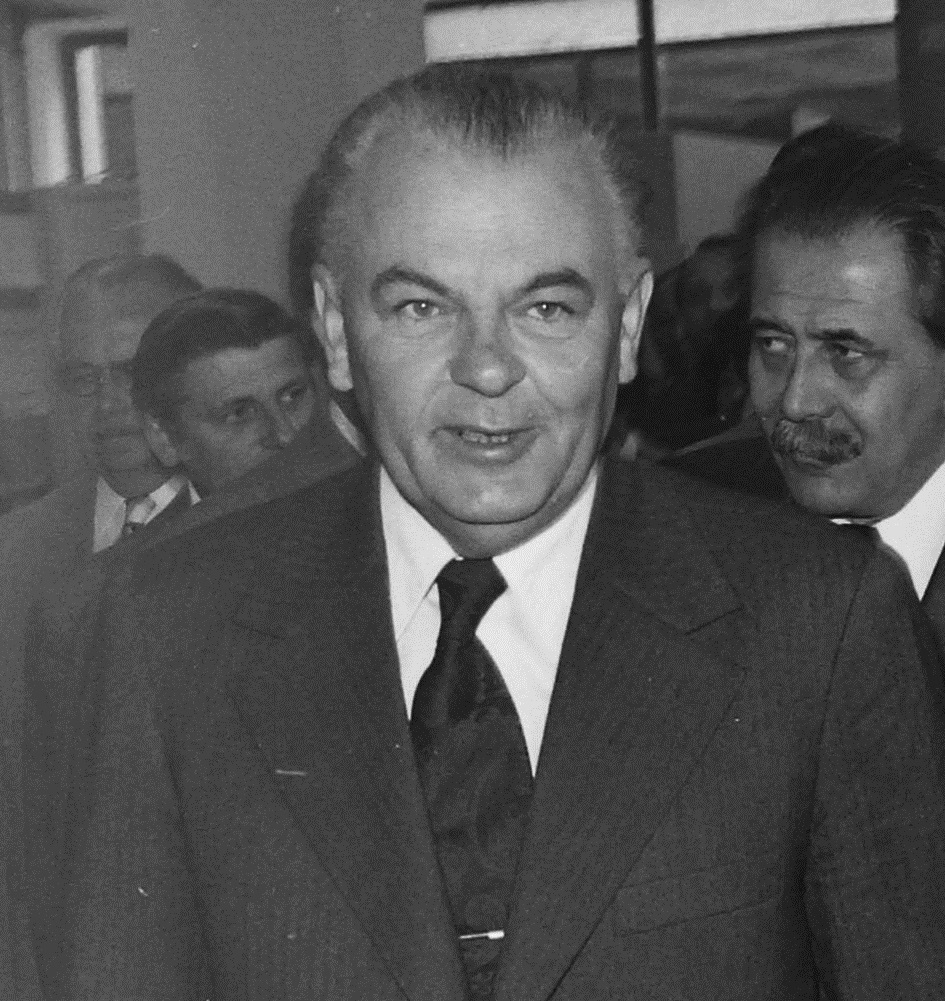
内梅特·卡罗伊

内梅特·卡罗伊（匈牙利語：Németh Károly，1922年12月14日—2008年3月12日），匈牙利政治人物。1987年6月25日至1988年6月29日，担任匈牙利人民共和国主席团主席。

## 生平
1922年12月14日，内梅特·卡罗伊生于匈牙利佐洛州帕考。1945年加入匈牙利共产党（匈牙利社会主义工人党前身之一）。1970年11月至1987年6月，担任匈牙利社会主义工人党中央政治局委员。1985年3月，担任匈牙利社会主义工人党副总书记，成为匈牙利社会主义工人党二号人物，仅次于卡达尔·亚诺什。2008年3月12日，逝世于布达佩斯。